# S/2003 J 12
S/2003 J 12 je označení jednoho z přirozených satelitů planety Jupiter, a jedná se o nejmenší známý měsíc sluneční soustavy. Byl objeven v roce 2003 skupinou astronomů z Havajské univerzity vedených Scottem S. Sheppardem.
S/2003 J 12 má přibližný průměr 1 km a Jupiter oběhne ve vzdálenosti 17,883 Gm jednou za 489,7 dní, s inklinací 143° k ekliptice (i rovníku Jupiteru), má retrográdní směr s excentricitou 0,4920.
Z vnějších nepravidelných Jupiterových měsíců patří k těm nejblíže položeným samotné planetě, přičemž nepatří do žádné skupiny (rodiny).